# Joakim Nordström
Joakim Nordström (Stoccolma, 25 febbraio 1992) è un hockeista su ghiaccio svedese.

## Palmarès

### Mondiali
- 1 medaglia:
  - 1 oro (Germania/Francia 2017)